# Méthode de Misson
Pour les articles homonymes, voir Misson (homonymie).
La méthode de Misson est un dosage colorimétrique qui permet de mesurer le contenu en phosphate d'un produit.

## Histoire
Ce dosage colorimétrique a été mis au point par Georges Misson, chef de laboratoire de la société Cockerill qui publie en 1922 l'article Phosphore : son dosage colorimétrique dans les minerais et les cendres de coke dans les Annales de Chimie Analytique et de Chimie Appliquée et Revue de Chimie Analytique Réunies.
Cette méthode de réaction par colorimétrie pour doser l’acide phosphorique dans les minerais, cokes, aciers, liquides biologiques, etc. a été perfectionnée ensuite par Murray et Ashley en 1938 et Fleury et Leclerc en 1943,.

## Procédé
Le dosage colorimétrique permet de doser des quantités faibles de phosphates, dans une fourchette de 1 à 20 mg de phosphore par litre.
Le réactif dosant, aussi appelé réactif de Misson, est obtenu avec du vanadomolybdate de vanadium et un solvant à base d'acide nitrique.
En présence de la solution acide de molybdate et de vanadate d'ammonium, les ions orthophosphates forment un complexe phosphovanadomolybdique de couleur jaune qui peut être dosé par photométrie d’absorption moléculaire.
L'intensité de la couleur jaune est proportionnelle à la concentration en phosphate.
Dans le dosage des phosphates, la courbe d’étalonnage du spectrophotomètre est déterminée par rapport à la quantité de masse de l’élément présent dans chaque cuve étalon.